# 落とし格子

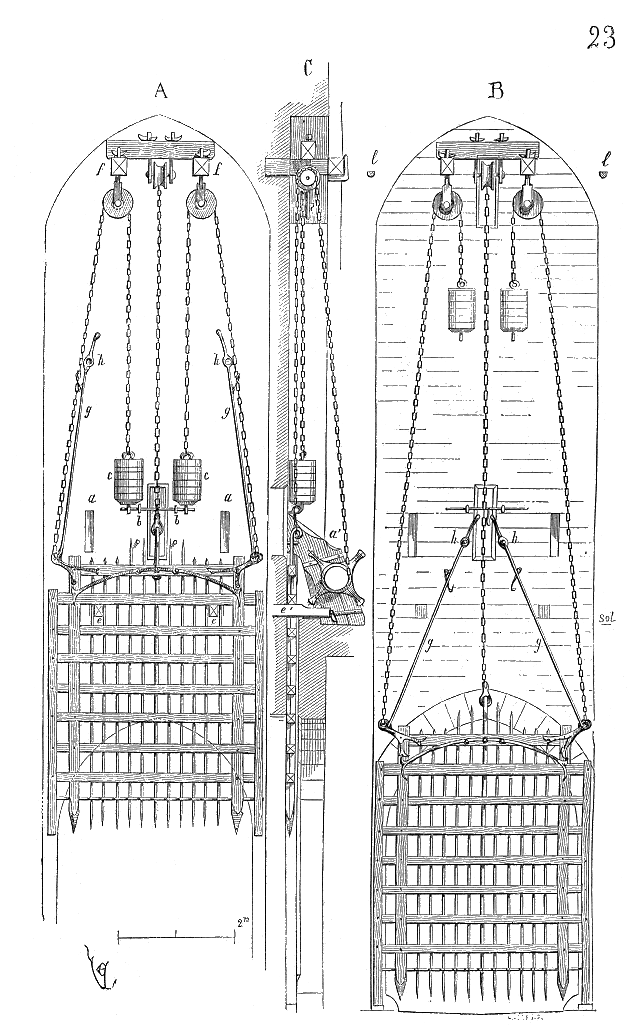
落とし格子とカウンターウェイト

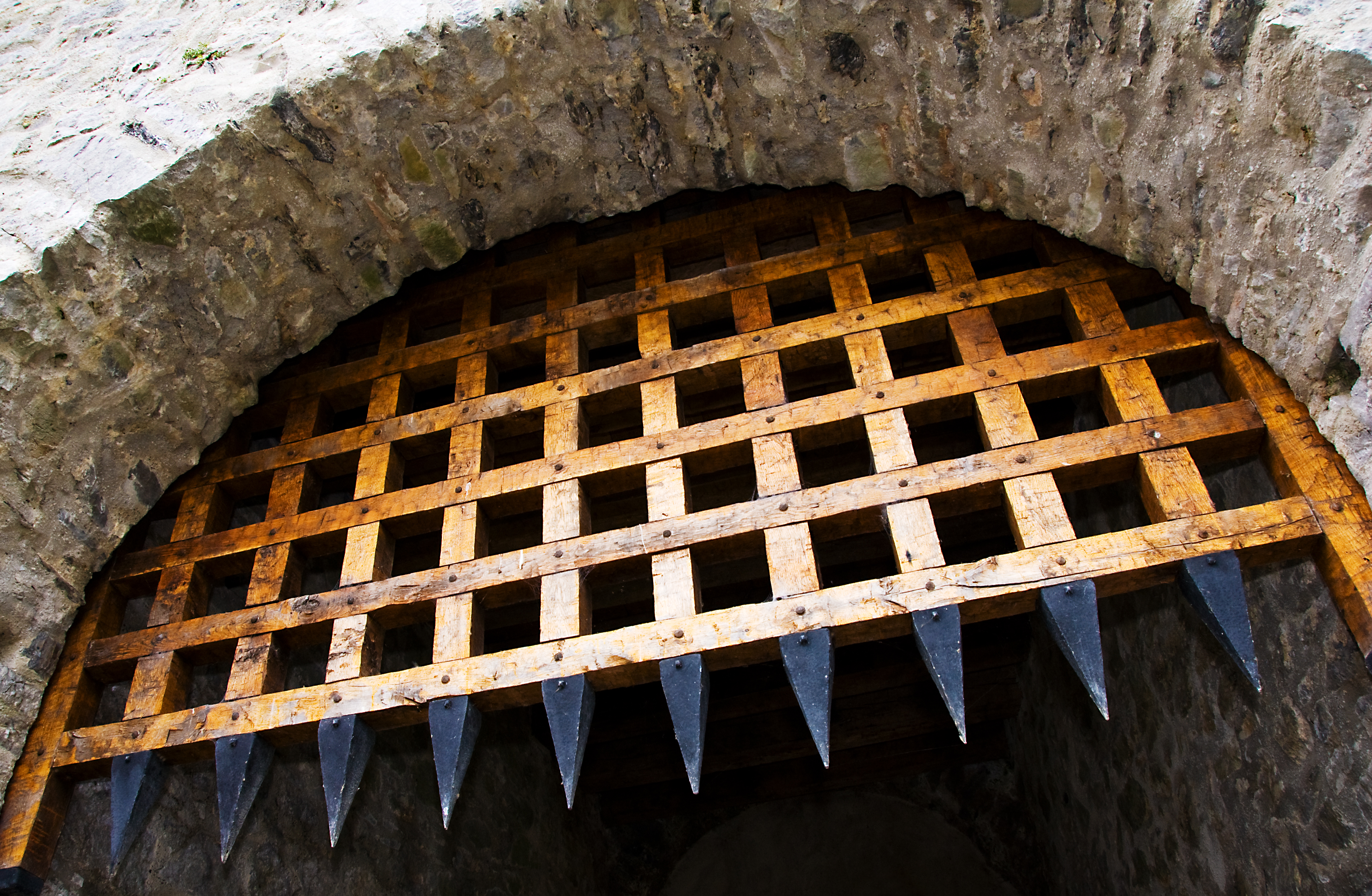
アイルランドのカヒアー城の落とし格子、下側が鉄で補強された杭になっていることがわかる

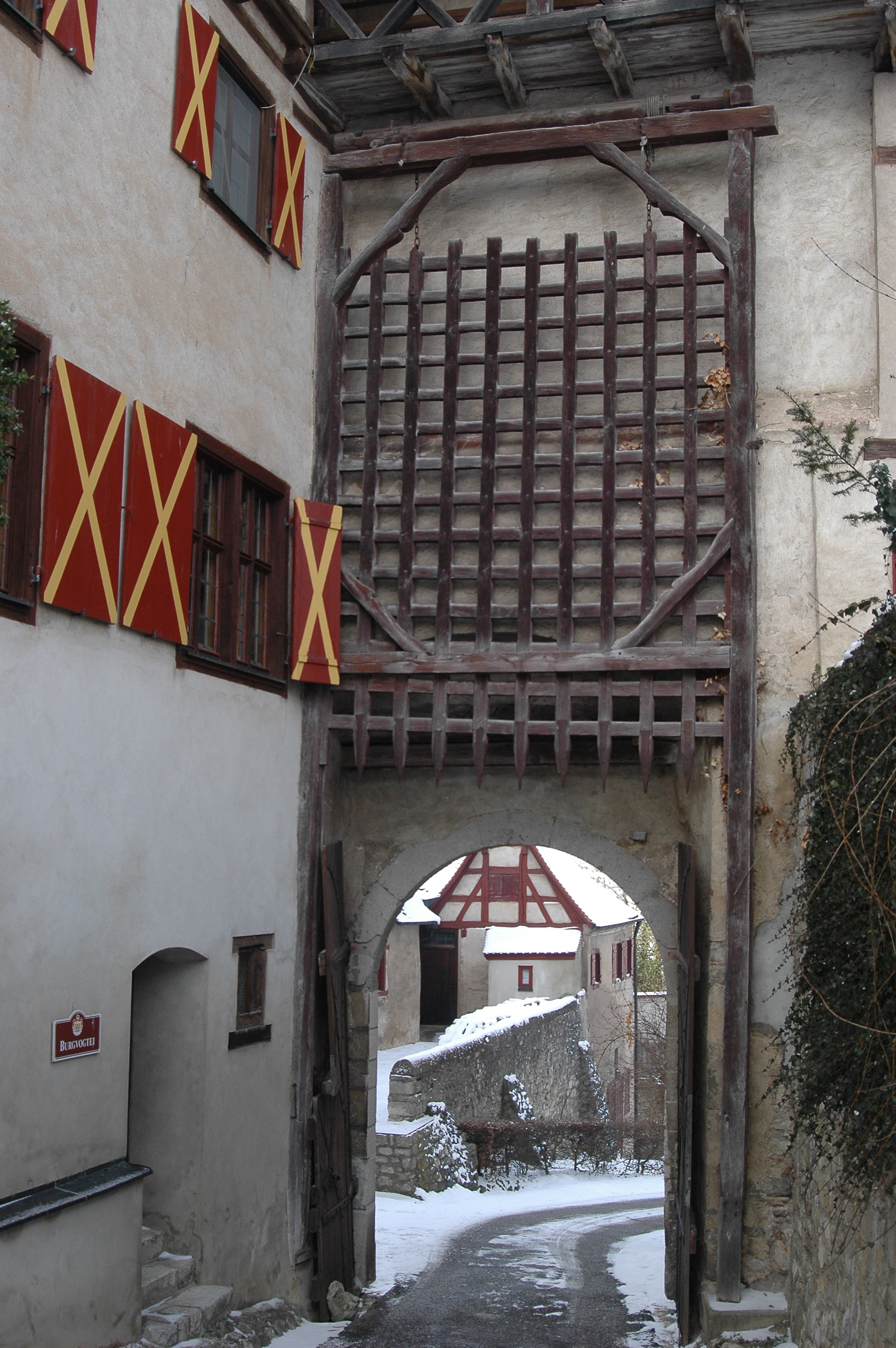
ハールブルク城の落とし格子

落とし格子（おとしこうし）は、中世ヨーロッパの城などで使われていた垂直にスライド開閉する門の一種である。材質は木や金属、またはそれらを組み合わせて作られた。

## 各言語
英語では、Portcullis（ポートカリス）といい、フランス語の「引き戸」を意味する「porte coulissante」から来た語である。
フランス語では、馬鍬、教会の燭台を意味していた「Herse」が、1358-1359年以降「落とし格子」も指すようになった。

## 構造
落とし格子は垂直に上下するため、取り付ける城門に垂直の溝を彫り、はめ込んで使用される。カウンターウェイト、ウィンチと鎖・ロープを用いて迅速に下降と上昇を行えた。
落とし格子の下端は杭になっている。地面側は杭を受ける為の窪みが設置され、下降の際の衝撃で壊れないよう緩衝材になる土が詰められている。

## 使用法
落とし格子は、中世の多くの城門に導入され、攻城戦や攻撃の間、強固に入口を防衛していた。城門の防衛を強化するため、城門の前にバービカン (barbican)やゲートハウス (Gatehouse)という防衛拠点を持ち、それらにも落とし格子を設置した。
大抵の落とし格子は2枚セットで使用され、まず内側が降下した後、外側が降下することで侵入してきた敵を閉じ込める罠としても機能する。
閉じ込めた敵には、天井に設置した殺人孔や屋上から、燃えた薪、熱した砂、熱湯などが投下され、側面の狭間からは弩や弓によって殲滅を行った。広く信じられている熱した油は、油自体が非常に希少で貴重であり使われることはなかった。

## 紋章

HM Customs and Exciseの軍艦旗

テューダー朝のRoyal Badges、スターリング・ポンド、イギリスの議会の徽章、イギリス政府の部署 HM Customs and Excise などの紋章に使われている。